# Augsburgi vallásbéke

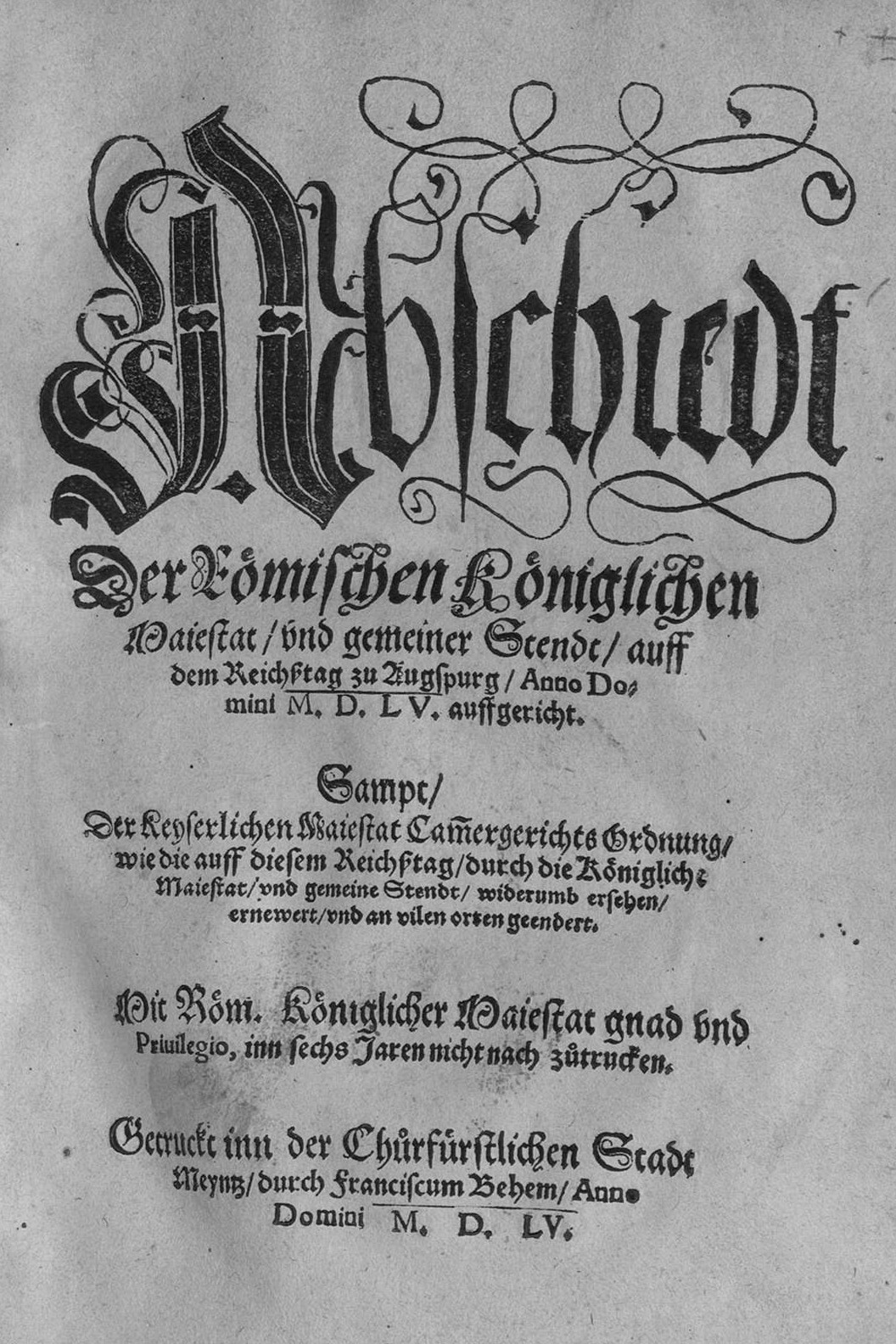
A béke nyomtatott szövegének címlapja, 1555

Az augsburgi vallásbéke zárta le a Német-római Birodalomban a 16. században dúló vallásháborúkat. A szerződésben a lutheránus vallást a római katolikussal egyenjogúvá tették.

## Előzmények
A birodalom belső egyensúlyát megteremtő schmalkaldeni háború lezárását követően az 1555-ben tartott augsburgi birodalmi gyűlésen a Habsburgok engedményre kényszerültek, és V. Károly császár képviseletében I. Ferdinánd szeptember 25-én békét kötött a rendekkel. Ez gyakorlatilag az evangélikus rendek egyenjogúságának és a Német-római Birodalom felekezeti megosztottságának elismerését jelentette.

## Tartalma
A béke értelmében a fejedelmek szabadon választhattak a római katolikus és az evangélikus felekezetek közül, alattvalóiknak pedig követniük kellett a fejedelem vallását, vagy elköltözhettek egy másik fejedelemségbe. Az elv megfogalmazása latinul: cuius regio, eius religio (magyarul: akié a föld, azé a vallás). A dokumentum arról is rendelkezett, hogy a fejedelmek nem folytathatnak hittérítő tevékenységet más államok területén, határaikon túl élő hittestvéreiket sem védhetik meg, felekezeti indokból nem lehet háborút indítani. Felekezeti kisebbségek csak a birodalmi városokban élhettek. Így a béke a felekezetek területi elkülönülésének folyamatát, a tartományok felekezeti zártságát erősítette. A béke előírásai szerint ha egy főpap áttért protestáns hitre, akkor ezzel hivatalát, birtokait és rangját is elveszítette. (Ennek a kitételnek a latin megnevezése: reservatum ecclesiasticum.) A Luther Márton által még elfogadott, az egyházi birtokok magántulajdonba vételét jelentő szekularizáció lehetősége az augsburgi vallásbékével megszűnt, ami a főnemesség körében kissé lelassította a protestantizmus terjedését.
A vallásbéke csak a katolikus és evangélikus felekezetekre vonatkozott, más irányzatok követői, például a reformátusok nem élveztek hasonló sérthetetlenséget.